# Rock of Ages... Hymns and Faith
Rock of Ages... Hymns and Faith è un album in studio della cantante statunitense Amy Grant, pubblicato nel 2005.

## Tracce
1. Anywhere With Jesus
2. Carry You
3. Sweet Will of God
4. Joyful, Joyful, We Adore Thee
5. Jesus Loves Me/They'll Know We Are Christians/Helping Hand
6. Rock of Ages (con Vince Gill)
7. O Master, Let Me Walk With Thee
8. Abide with Me
9. God Moves in a Mysterious Way/The Lord Is in His Holy Temple
10. Turn Your Eyes Upon Jesus
11. El Shaddai
12. I Surrender All
13. O Love That Will Not Let Me Go